# Sciophila nitens
Sciophila nitens är en tvåvingeart som först beskrevs av Johannes Winnertz 1863.  Sciophila nitens ingår i släktet Sciophila och familjen svampmyggor.
Artens utbredningsområde är Schweiz. Inga underarter finns listade i Catalogue of Life.